# Katherine Legge
Katherine Legge (Guildford, Inglaterra, Reino Unido, 12 de julio de 1980) es una piloto de automovilismo británica, pionera en la Fórmula 1.

## Semblanza
Legge corrió en la Atlantic Championship del 2005, donde logró tres victorias. Terminó el campeonato en tercer puesto, por lo que recibió el premio a Rising Star de la categoría.
Fue la primera mujer que probó un monoplaza de Fórmula 1 desde Sarah Fisher en 2002, en el segundo día de pruebas en Vallelunga con Minardi. También probó un A1GP con el equipo de Gran Bretaña.
También probó un Champ Car con Rocketsports y dos veces con PVK Racing. En la temporada 2006 de Champ Car compitió con PKV. Obtuvo un sexto puesto, dos octavos y un noveno, quedando así 16.ª en la tabla de puntos.
Legge sufrió ese año un fuerte accidente en Road America cuando se rompió el alerón trasero de su automóvil antes de ingresar al curvón, pero pudo salir ilesa.
En 2007 disputó la Champ Car para Dale Coyne. Puntuó en cinco carreras, destacándose un sexto lugar, y culminó en el 15º puesto final. También disputó las 24 Horas de Daytona con un prototipo Riley-Pontiac del equipo Robinson.
Legge volvió a Europa para correr en el DTM al mando de un Audi A4. Fue piloto de Kolles en 2008, Abt en 2009 y Rosberg en 2010. No logró puntuar en ninguna carrera, siendo sus mejores resultados de carrera dos 12º lugares.

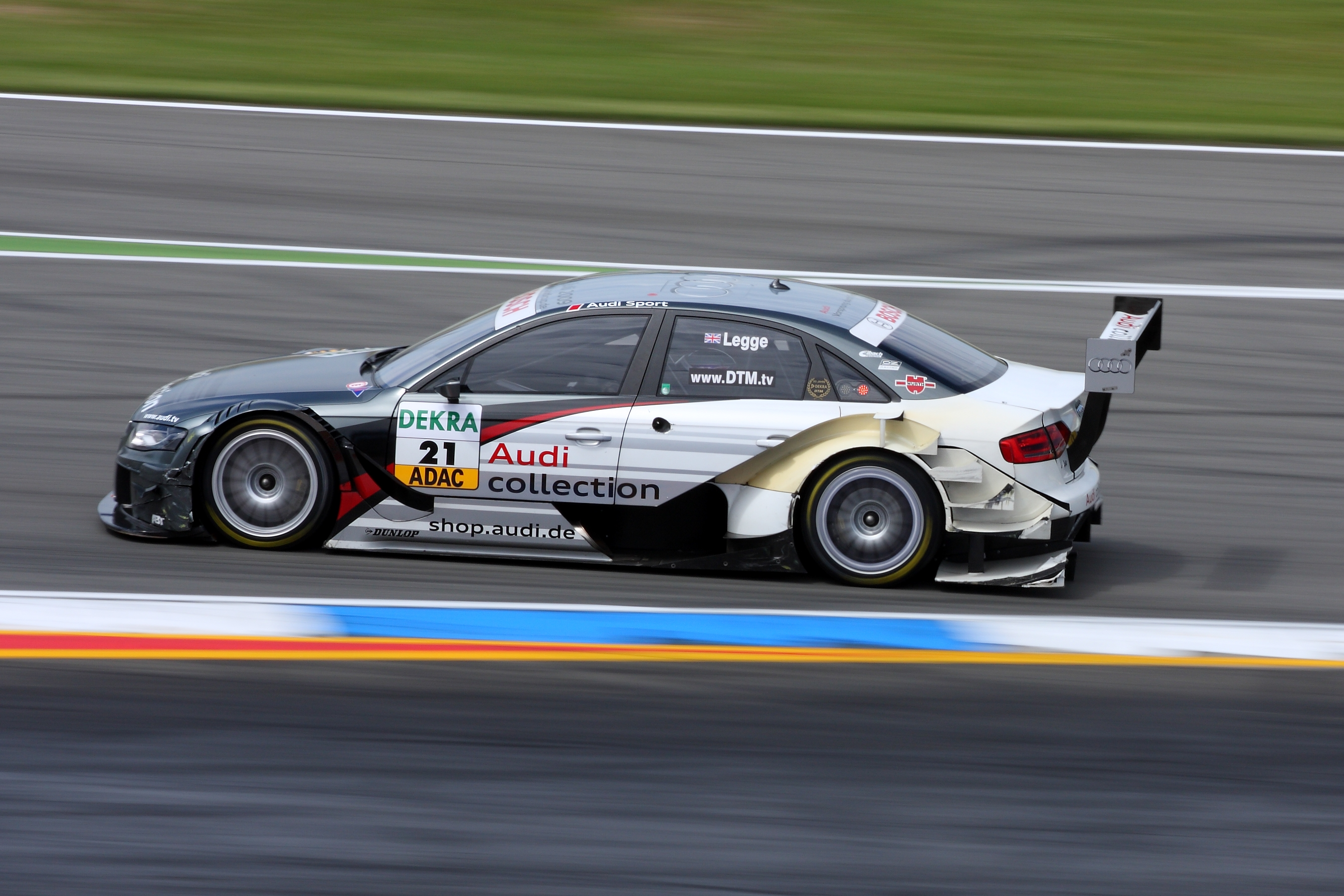
Legge corriendo en DTM, año 2009.

En el 2011 participó en algunos exámenes físicos para los oficiales de IndyCar Series.
Dragon fichó a Legge como titular para la temporada 2012 de IndyCar. Sin embargo, el equipo debió reducir su estructura a un único automóvil a mitad de temporada, por lo que Legge debió compartirlo con su compañero Sébastien Bourdais. En diez carreras disputadas, consiguió un noveno lugar en Fontana.
La piloto disputó por segunda vez las 500 Millas de Indianápolis de IndyCar en 2013, en este caso con el equipo Schmidt. Por otra parte, disputó siete fechas de la American Le Mans Series con el prototipo DeltaWing, obteniendo dos terceros puestos absolutos, y disputó la fecha de Road Atlanta de la Rolex Sports Car Series con un Riley-Ford de Starworks.
Fue piloto de Amlin Aguri en la temporada inaugural 2014-15 de Fórmula E, terminando fuera de puntos en las dos primeras carreras y siendo sustituida por el mexicano Salvador Durán por el resto del campeonato.
Legge siguió pilotando un DeltaWing oficial en el nuevo IMSA SportsCar Championship, obteniendo el 15º puesto en los campeonatos de pilotos de la clase Prototipos de 2015 y 2016.
La británica se incorporó a Michael Shank Racing para pilotar un Acura NSX oficial en la clase GTD del IMSA WeatherTech SportsCar Championship 2017. Con dos victorias y podios en la mayoría de las carreras, Legge fue subcampeona en la Copa de Resistencia Norteamericana junto con Álvaro Parente.
En 2018 debutó en la serie NASCAR Xfinity Series y en el nuevo campeonato Jaguar I-Pace eTrophy.